# Stefan Ilsanker
Stefan Ilsanker (Hallein, 18 de maio de 1989) é um futebolista austríaco que atua como volante.

## Carreira
Em 23 de junho de 2022, Ilsanker foi contratado pelo Genoa.

## Vida pessoal
Stefan Ilsanker é filho de Herbert Ilsanker, treinador de goleiros do FC Red Bull Salzburg.

## Títulos
Red Bull Salzburg
- Campeonato Austríaco de Futebol: 2013-2014, 2014–15
- Copa da Áustria de Futebol: 2013-2014

Eintracht Frankfurt
- Liga Europa da UEFA: 2021–22